# Gods of Egypt

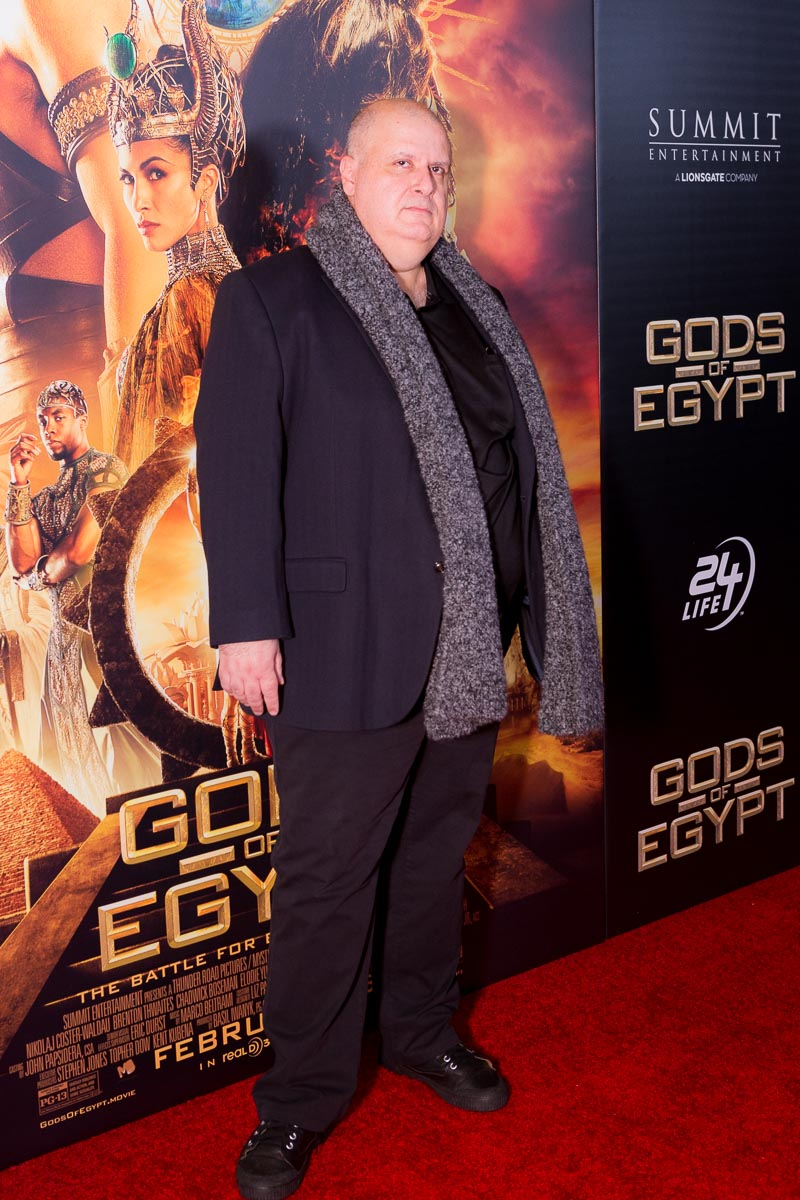
Fotografia d'Alex Proyas, director de la pel·lícula, en la presentació del film a la ciutat de Nova York.

Gods of Egypt (lit. ‘Déus d'Egipte’) és una pel·lícula estatunidenca del 2016 de fantasia amb antigues deïtats egípcies. La pel·lícula és dirigida per Alex Proyas, qui va coescriure el film amb Matt Sazama i Burk Sharpless. El rodatge va tenir lloc a Austràlia a l'estudi Summit Entertainment. S'ha subtitulat al català.

## Sinopsi
Amb inspiració en la mitologia egípcia, la pel·lícula narra com la supervivència de la humanitat recau sobre un jove heroi mortal anomenat Bek (Brenton Thwaites), que emprèn una perillosa aventura per a salvar el món i la noia que estima. Per a aconseguir-ho ha de demanar ajuda al déu Horus (Nikolaj Coster-Waldau) per tal de combatre Seth (Gerard Butler), el déu de la pertorbació que ha usurpat el tron d'Egipte i ha sotmès el regne al caos.